# Рейнір Статс
Рейні́р Статс (нід. Reinier Staats; нар. 17 серпня 1990, Тілбург, Нідерланди) — нідерландський хокеїст, захисник. Виступає за «Ейндговен Кемпганен» в Ередивізі. У складі національної збірної Нідерландів учасник кваліфікаційного турніру до зимових Олімпійських ігор 2010, учасник чемпіонатів світу 2009 (дивізіон I) і 2010 (дивізіон I). У складі молодіжної збірної Нідерландів учасник чемпіонатів світу 2008 (дивізіон II) і 2009 (дивізіон II). У складі юніорської збірної Нідерландів учасник чемпіонатів світу 2007 (дивізіон II) і 2008 (дивізіон I).
Виступав за «Тілбург Трепперс».